# Clarice (serie televisiva)
Clarice è una serie televisiva statunitense ideata da Alex Kurtzman e Jenny Lumet, basata sul romanzo best seller Il silenzio degli innocenti di Thomas Harris.
Ambientata nel 1993, due anni dopo gli eventi de Il silenzio degli innocenti, la serie analizza la vita inedita di Clarice Starling, indagando sulle scene del crimine ed esplorando il mondo politico ad alto rischio di Washington, D.C.

## Trama
1993. Due anni dopo la fuga di Hannibal Lecter, l'agente Clarice Starling dell'FBI torna sul campo per catturare serial killer e predatori, il tutto nello scenario politico di Washington.

## Episodi
| Stagione       | Episodi | Prima TV USA | Prima TV Italia |
| -------------- | ------- | ------------ | --------------- |
| Prima stagione | 13      | 2021         | 2021-2022       |

## Personaggi e interpreti

### Personaggi principali
- Clarice Starling, interpretata da Rebecca Breeds, doppiata da Ughetta d'Onorascenzo.
- Ardelia Mapp, interpretata da Devyn A. Tyler, doppiata da Eva Padoan.
- Tomas Esquivel, interpretato da Lucca De Oliveira, doppiato da Federico Viola.
- Shaan Tripathi, interpretato da Kal Penn, doppiato da Roberto Gammino.
- Murray Clarke, interpretato da Nick Sandow, doppiato da Ambrogio Colombo.
- Paul Krendler, interpretato da Michael Cudlitz, doppiato da Massimo Rossi.
- Catherine Martin, interpretata da Marnee Carpenter, doppiata da Gemma Donati.

### Personaggi secondari
- Ruth Martin, interpretata da Jayne Atkinson, doppiata da Aurora Cancian.
- terapista di Clarice, interpretato da Shawn Doyle, doppiato da Fabio Boccanera.
- Novak, interpretato da Tim Guinee, doppiato da Francesco Prando.
- Tyson Conway, interpretato da Douglas Smith.
- "Buffalo Bill", interpretato da Simon Northwood.[2]
- Karl Wellig interpretato da Kris Holden-Ried, doppiato da Simone D'Andrea.

## Produzione

### Sviluppo
Nel gennaio 2020, Alex Kurtzman e Jenny Lumet sono stati assunti dai CBS Studios per creare una serie sequel del film del 1991 Il silenzio degli innocenti. La serie era tra i 14 pilot ordinati dalla CBS nel febbraio 2020 ed è stata rapidamente rimandata a marzo dell'anno successivo, poiché non si è riuscito a filmare l'episodio pilota a seguito della pandemia di COVID-19. L'8 maggio 2020, la CBS ha ripreso la produzione della serie.
A dicembre 2020, è stato annunciato che la serie sarebbe stata presentata in anteprima l'11 febbraio 2021, insieme a un trailer. A causa di complicate questioni relative ai diritti dei personaggi del franchise tra Metro-Goldwyn-Mayer e Dino de Laurentiis Company, la serie non può presentare o fare riferimento a Hannibal Lecter. Kurtzman ha spiegato: "Sto ancora cercando di capire come sono divisi i diritti. Ma è stato abbastanza liberatorio perché non abbiamo alcun interesse a scrivere su Hannibal, non perché non amiamo le opere incentrate sul suo personaggio, ma perché è stato raffigurato così bene da così tante persone che non ci è sembrato qualcosa di nuovo o accattivante".

### Cast

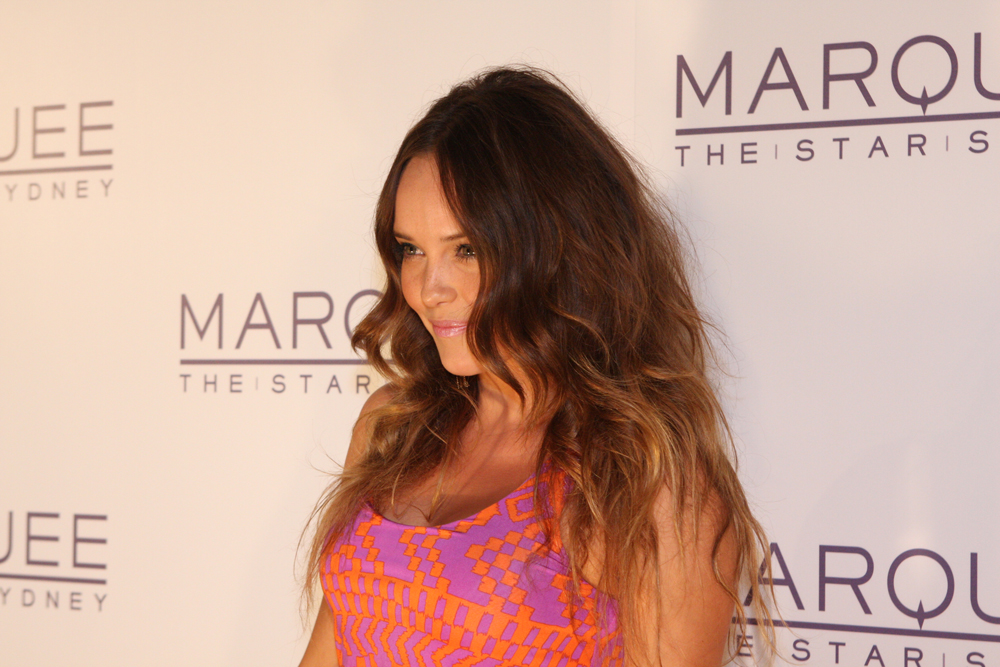
Rebecca Breeds è la terza attrice a prestare il volto a Clarice Starling dopo Jodie Foster ne Il silenzio degli innocenti (1991) e Julianne Moore in Hannibal (2001).

Nel febbraio 2020, Rebecca Breeds è stata scelta come Clarice Starling. Nel marzo 2020, Lucca De Oliveira e Devyn A. Tyler sono stati scritturati in ruoli da protagonista. Nel maggio 2020, Kal Penn, Nick Sandow e Michael Cudlitz si sono uniti al cast principale. Nel novembre 2020, Marnee Carpenter è stata scelta come personaggio regolare della serie, mentre Jayne Atkinson, Shawn Doyle e Tim Guinee sono stati scelti in ruoli ricorrenti. Nel gennaio 2021, Douglas Smith si è unito al cast in veste ricorrente.

### Riprese
Le riprese principali della serie sono iniziate il 21 settembre 2020 a Vancouver, in Canada, e terminate il 23 marzo 2021.

## Distribuzione
La serie viene trasmessa negli Stati Uniti dall'11 febbraio 2021 su CBS.
La prima TV in italiano è stata dal 9 aprile 2021 su Rai 2.

## Accoglienza
Su Rotten Tomatoes, la serie ha un punteggio di approvazione del 38% sulla base delle recensioni di 16 critici, con una valutazione media di 5,51/10. Il consenso dei critici del sito web recita: "Visivamente cupo, ma dal punto di vista narrativo blando, Clarice è una mossa strategica che delude le aspettative e spreca sia il talentuoso cast che il materiale a disposizione".
Metacritic ha dato alla serie un punteggio medio ponderato di 58 su 100 basato su 17 recensioni critiche, indicando "recensioni miste o medie".